# Герб Калузької області

Герб Калузької області

Герб Калузької області є офіційним символом Калузької області, прийнято 6 червня 1996 року.

## Опис
Герб Калузької області — зелений щит зі срібним хвилеподібним поясом, увінчаним історичною імператорською короною. Щит увінчаний другою короною більшого розміру, що символізувала в XIX столітті статус губернії, і оточений золотими дубовими листами, з'єднаними Андріївською стрічкою.